# ريتشارد جيمس ويلكنسون
ريتشارد جيمس ويلكنسون (بالإنجليزية: Richard James Wilkinson)‏ (29 مايو 1867 - 5 ديسمبر 1941) مسؤول استعماري بريطاني، وباحث في اللغة الملايوية ومؤرخ. وهو نجل القنصل البريطاني في اليونان ريتشارد جيمس ويلكنسون، ولد في عام 1867 في سالونيك باليونان. وكان متعدد اللغات ويجيد الفرنسية والألمانية واليونانية والإيطالية والإسبانية، ثم الملايوية، وفي عام 1889 انضم إلى الخدمة المدنية في مستوطنات المضيق. وساهم في مجلة الفرع الماليزي للجمعية الآسيوية. في 7 نوفمبر 1900 قدم ويلكنسون مجموعة من المخطوطات والكتب المطبوعة الملايوية إلى مكتبة جامعة كامبريدج. حصل على وسام القديس ميخائيل والقديس جرجس في عام 1912.